# 至聖廟
26°13′09″N 127°40′19″E / 26.21930°N 127.6719°E
至聖廟（日语：／ Shiseibyō */?）是位於沖繩縣那霸市的一座孔廟。原址位於那霸市的泉崎，但不幸在沖繩島戰役中焚毀。現址位於那霸市的若狹，為1975年重建。
在琉球國第二尚氏王朝時期，至聖廟與明倫堂都是琉球儒學的最高中心。

## 歷史
至聖廟原址建於1671年至1675年之間，是清朝康熙帝送給琉球尚貞王的一個禮物。廟中祭祀孔子，配祀顏回、子思、曾子和孟子。此後至聖廟成為了琉球王國最重要的孔廟，成為琉球士族活動的中心。1718年，儒學學者程順則在至聖廟中設立了明倫堂，以傳授儒家思想。
1879年琉球被日本兼併之後，至聖廟與明倫堂的地位一落千丈，成為地方教育機構。
至聖廟在1945年沖繩島戰役中不幸被美軍的飛機完全炸毀，如今的至聖廟是1975年依據原址的風貌重建的。之所以沒有在原址重建，是由於原址靠近軍道1號線（今國道58號），由於工事的擴張佔領了原址部分領地，使得在原址重建成為不可能。
那霸市選擇了波上宮附的近天尊廟遺址作為至聖廟的新址。在新址竣工之後，蔣介石贈送的孔子像被豎立在了至聖廟的原址處。
目前至聖廟歸屬閩人三十六姓後裔的組織「久米至聖會」管理，該協會共有大約9200名成員。每年9月均會舉行祭孔典禮，主祭者會穿著琉裝以古禮祭祀。沖繩縣前知事仲井真弘多（蔡氏）也是該協會的成員，他在每年9月都會前來參拜。
那霸市免除了孔庙的土地使用费，对此当地居民提起诉讼。2021年2月24日，日本最高法院大法庭认为孔庙每年举行一次摆放祭品迎接孔子灵魂的祭祀仪式，因此是“带有浓厚宗教色彩的设施”，裁定此举违反政教分离原则。

## 建築
- 大成殿 - 至聖廟（孔子廟）的本殿。主祀孔子，配祀顏回、曾子、子思、孟子。
- 明倫堂
- 天尊廟
- 天妃宮
- 程順則頌德碑
- 蔡溫頌德碑
- 中山孔子廟建立碑
- 管理事務所
- 至聖門

## 圖片集

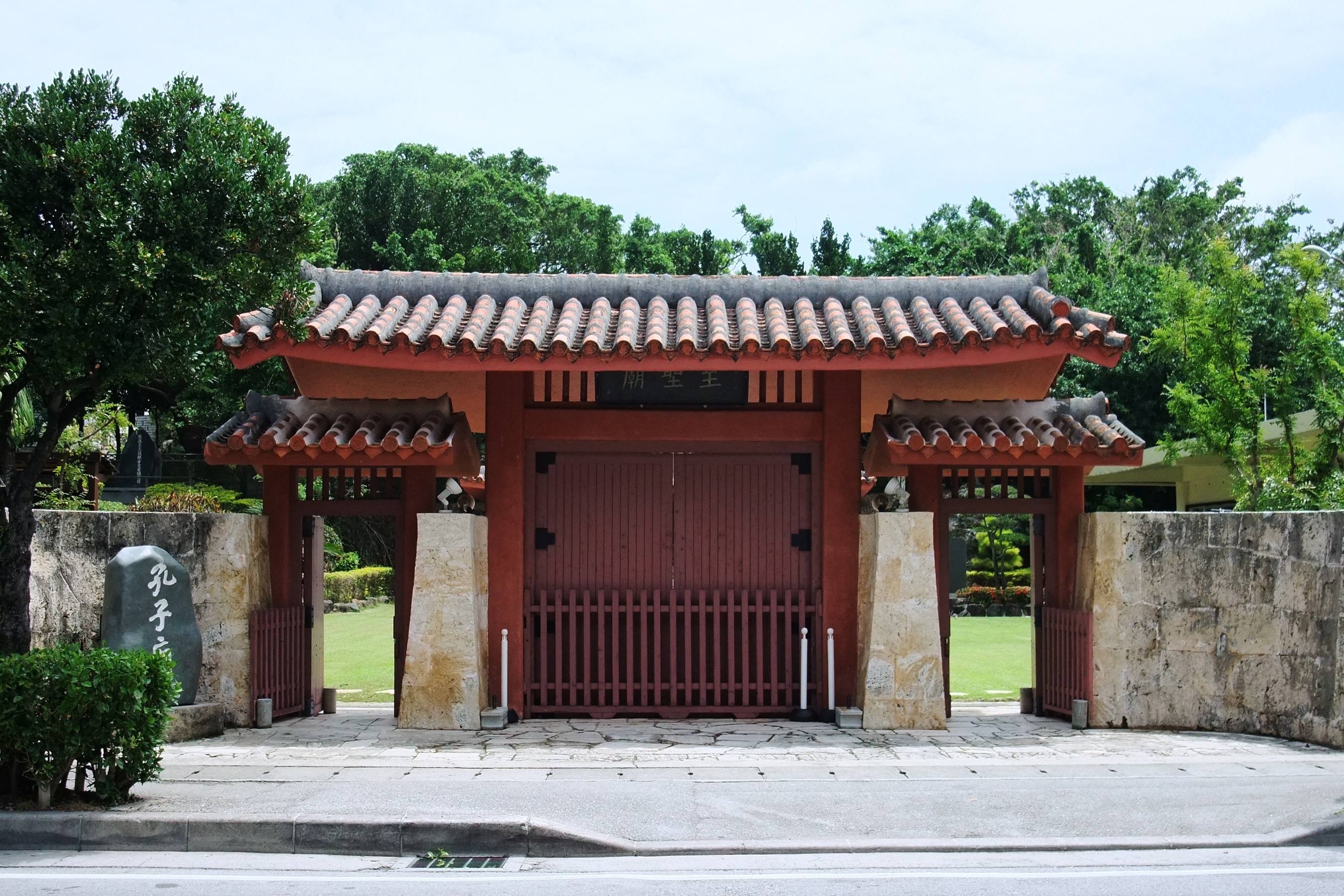
至聖門
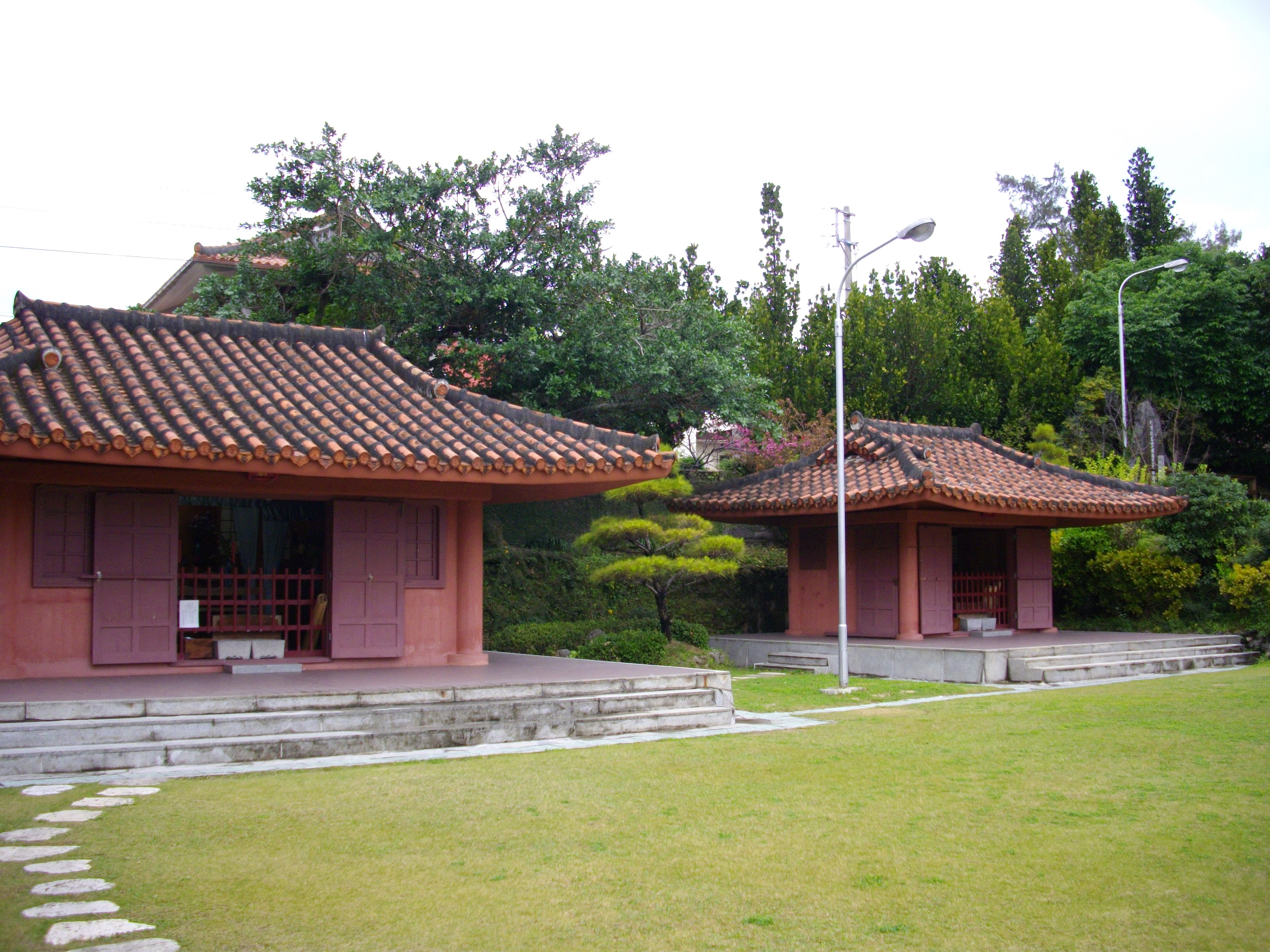
大成殿（左）與天妃宮（右）
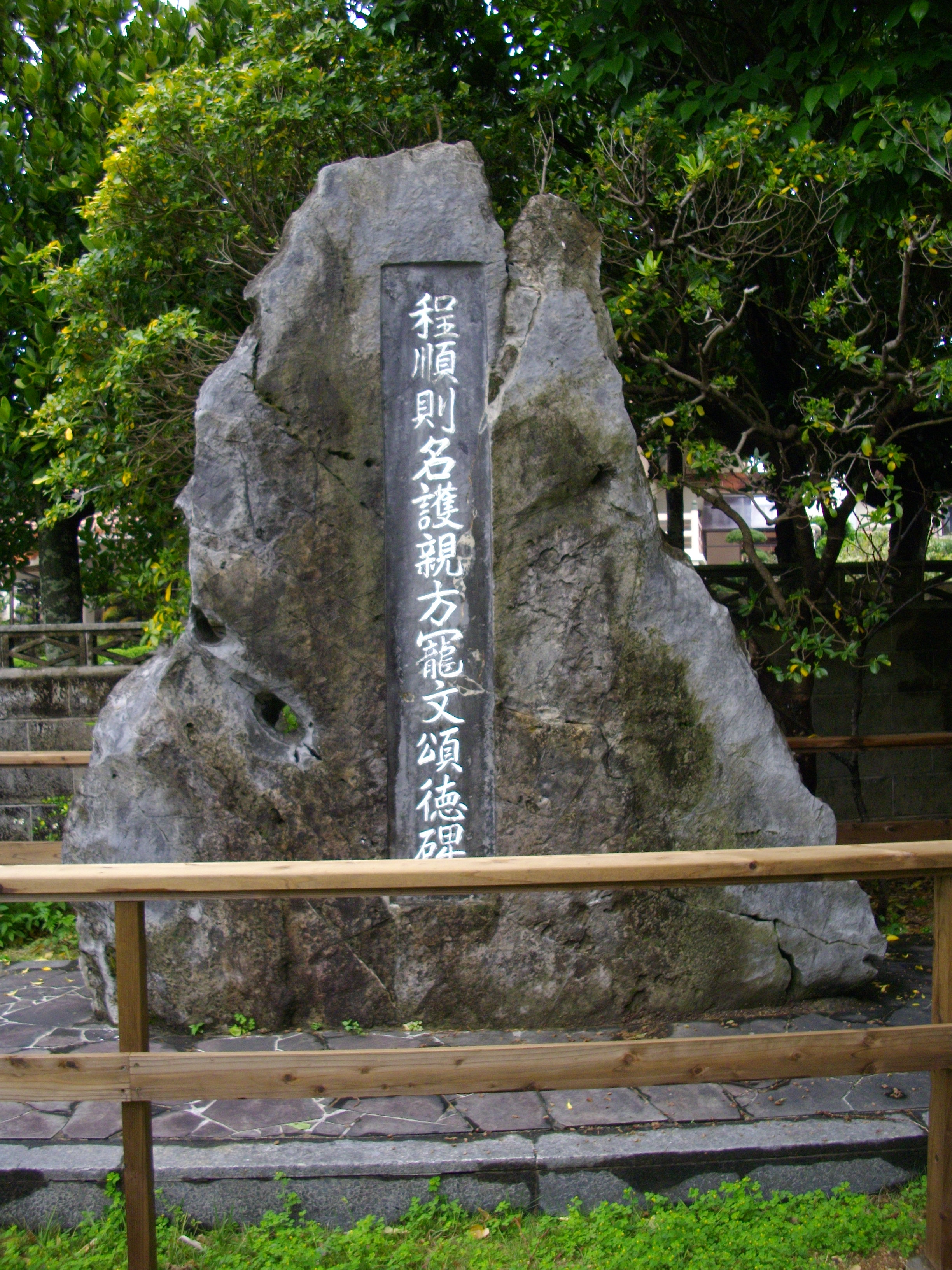
程順則頌德碑
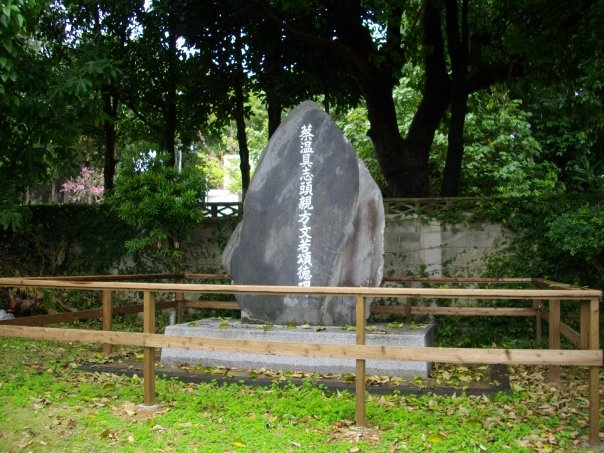
蔡溫頌德碑
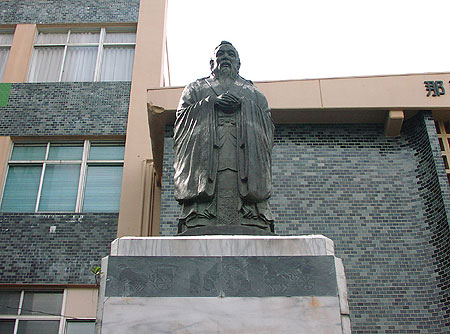
至聖廟原址的孔子像（蔣中正贈）
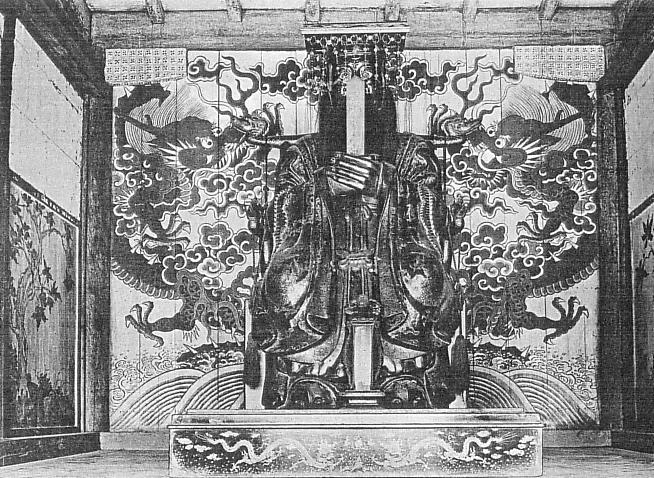
原址的孔子像（毀於二戰）
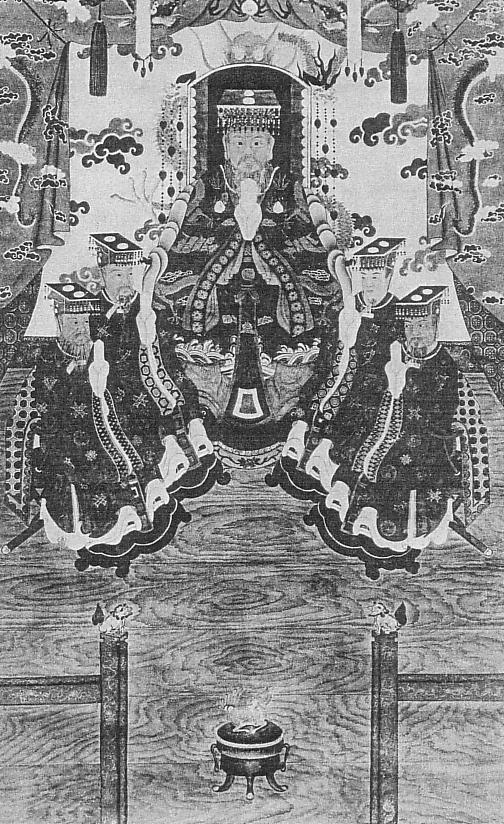
孔子及四聖配像（毀於二戰）

## 腳註
1. ↑  [.   [2012-05-26]. （原始内容存档于2012-12-03）. ]
2. ↑  Kerr, George H. Okinawa: The History of an Island People. revised ed. Boston: Tuttle Publishing, 2000. pp194,221.
3. ↑  Kerr. p445.
4. ↑  （日語）施設案内 的存檔，存档日期2007-07-03.，久米至聖會官方網站，2008年8月1日查閱
5. ↑  （简体中文）日本警戒冲绳“归属中国”意识抬头 的存檔，存档日期2012-09-24.
6. ↑  . 日经中文网. 2021-02-24.

## 外部連結
- （日語）久米至聖廟 - 孔子廟
- （简体中文）日本那霸孔子庙 - 中国孔子网[永久]